# Ilja Racek
Ilja Racek (ur. 24 czerwca 1930 w Pradze, zm. 2 sierpnia 2018 tamże) – czeski aktor.
Ukończył studia na Wydziale Teatralnym Akademii Sztuk Scenicznych w Pradze. Pracował w teatrze i przed kamerą.
Występował w teatrze ołomunieckim, w latach 60. był związany z teatrem E. F. Buriana i teatrem na Vinohradach.
W 1954 roku zagrał w filmie Srebrny wiatr. Pojawił się w serialach telewizyjnych takich jak Hříšní lidé města pražského (1968–1969), Zlá krev (1986), Dobrodružství kriminalistiky (1989–1992), Náhrdelník (1992), Powrót Arabeli (1993), Konec velkých prázdnin (1996), Četnické humoresky (1997–2007) i Strážce duší (2003).
W 2008 roku otrzymał nagrodę Talii (Cena Thálie) za całokształt dorobku scenicznego.
Pracował również w dubbingu i radiu.